# Hospital de sant Pere i sant Bernat
L'hospital de sant Pere i sant Bernat té l'origen en dues cases donades a l'església. La primera pel prevere A. Lana, l'any 1475 com a hospital per a capellans pobres, que va començar a funcionar el 1490. La segona, pel canonge Joan Borràs, el 1501, que va ser destinada a la Confraria de Sant Pere i Sant Bernant. Al segle xviii, les dues cases es varen ajuntar per construir el nou hospital conegut popularment com L'hospitalet.
La façana presenta tres portals barrocs de gran dinamisme i ornaments que d'estil rococó. El portal principal de l’edifici presenta uns brancals en forma de pilastres amb una  columna embeguda en el centre.
Al terç superior de les pilastres hi ha decoració de rocalla i sobre l'entaulament s'aixequen sengles volutes vorejades amb uns motius de rocalla que emmarquen un nínxol cobert amb una coberta de copinyes que per dedins conté la imatge de la Mare de Déu i una inscripció commemorativa de la fundació de l’hospital.
El portal lateral esquerre condueix a les antigues dependències de l’hospital i acull la figura de sant Pere dins d'un nínxol emmarcat per decoració de rocalla. I el dret és idèntic i és l’accés a la capella/oratori de la institució. I hi trobam la imatge de sant Bernat.
El pati presenta arcs rebaixats sobre columnes jòniques i una escala de tres rams que condueix a una barrera de fusta calada. I la capella conté un retaule barroc i una pintura de sant Bernat i uns altres de sant Pere i sant Pau als laterals, com un llenç de sant josep a l'àtic.